# 1774 na literatura
1774 foi um ano comum na literatura, tendo como grandes eventos, o nascimento de Archibald Constable e Robert Southey, e o falecimento de Oliver Goldsmith.

## Nascimentos
| Data            | Nome                | Profissão                              | Nacionalidade | Observações | Ref |
| --------------- | ------------------- | -------------------------------------- | ------------- | ----------- | --- |
| 24 de Fevereiro | Archibald Constable | editor                                 | Escócia       | m. 1827     |     |
| 12 de Agosto    | Robert Southey      | historiador, escritor prosador e poeta | Inglaterra    | m. 1843     |     |

## Mortes
| Data       | Nome             | Profissão | Nacionalidade | Observações     | Ref |
| ---------- | ---------------- | --------- | ------------- | --------------- | --- |
| 4 de abril | Oliver Goldsmith | escritor  | Irlanda       | n. 1728 ou 1730 |     |